# Savages (canção de Kerli)
Savages é uma canção da cantora estoniana Kerli. Lançada em 30 de novembro de 2018 pela Seeking Blue, servindo como primeiro single do seu terceiro álbum de estúdio, Shadow Works (2019).

## Lançamento e promoção
A divulgação do lead single do seu tão aguardado álbum começou no dia 8 de novembro, quando Kerli começou a divulgar em suas redes sociais partes de uma arte misteriosa, com uma legenda também misteriosa.[carece de fontes?] Mais tarde, saberíamos pela própria que a arte misteriosa em si era na verdade a capa do single de avanço do seu tão aguardado álbum e a legenda postada em cada parte da imagem se tratava da letra da canção.

### Título e capa
A arte completa do single foi revelada dia 18 de novembro de 2018 em sua conta oficial no facebook, juntamente com o nome da canção, "SAVAGES", e a sua data de lançamento na legenda, 30 de novembro de 2018. Na arte do single, pode-se notar Kerli em frente a um fundo cinza, ao chão e apoiada sobre seus joelhos, com uma grande "auréola" negra sobre sua cabeça, com um longo cabelo preto, com luvas e botas de látex pretas, vestida num traje sensual preto e uma espécie de um "véu" longo desfiado que cobre toda a sua boca, também preto.[carece de fontes?]A foto foi tirada pelo fotógrafo estoniano Jörgen Paabu.

## Videoclipe
A produção do vídeo musical, em colaboração com o cineasta norte-americano Everett Lee Sung, conhecido profissionalmente como IIZII, começou em 23 de novembro de 2018.
O videoclipe foi lançado no canal oficial da cantora no YouTube no dia 21 de março de 2019. O clipe conta com a produção de David Dahlquist e Even Sarucco, com produção executiva de Cyrus Saidi.
Na estreia do videoclipe de "Savages", Kerli explicou para a revista Clash Magazine que juntou-se com o produtor Everett Lee-Sung para construir os cenários e figurinos na Estônia, logo depois da gravação viajaram para editar o vídeo no Egito e finalmente finalizaram o trabalho apenas em Los Angeles.
Para entrar em mais detalhes e aprofundar ainda mais, um livro de histórias digital sobre o clipe foi lançado pela própria em sua conta oficial no Instagram.